# Adrian Popescu (fotbalist)
Adrian Mihail Popescu (n. 26 iulie 1960, Craiova) este un fost fotbalist român, care a jucat pentru Echipa națională de fotbal a României la Campionatul Mondial de Fotbal din 1990. A debutat la echipa națională într-un meci cu Egiptul și a încris un gol în meciul cu Bulgaria.

## Titluri
- Divizia A: 1981, 1991
- Cupa României: 1983, 1991